# Toyota Owners 400
De Toyota Owners 400 is een race uit de NASCAR Cup Series. De race wordt gehouden op de Richmond International Raceway over een afstand van 300 mijl of 482,8 km. De eerste editie werd gehouden in 1953 en gewonnen door Lee Petty. In het najaar wordt op hetzelfde circuit de Federated Auto Parts 400 gehouden.

## Namen van de race
- Richmond 200 (1953 - 1961)
- Richmond 250 (1962 - 1968)
- Richmond 200 (1969 - 1975)
- Richmond 400 (1976 - 1983)
- Miller High Life 400 (1984 - 1987)
- Pontiac Excitement 400 (1988 - 2003)
- Chevy American Revolution 400 (2004 - 2005)
- Crown Royal 400 (2006 - 2011)
- Capital City 400 (2012)
- Toyota Owners 400 (2013 - heden)

## Winnaars
| Jaar                          | Winnaar            | Auto         |
| Richmond 200                  | Richmond 200       | Richmond 200 |
| ----------------------------- | ------------------ | ------------ |
| 1953                          | Lee Petty          | Dodge        |
| 1955                          | Tim Flock          | Chrysler     |
| 1956                          | Buck Baker         | Dodge        |
| 1957                          | Paul Goldsmith     | Ford         |
| 1958                          | Speedy Thompson    | Chevrolet    |
| 1959                          | Tim Pistone        | T-Bird       |
| 1960                          | Lee Petty          | Plymouth     |
| 1961                          | Richard Petty      | Plymouth     |
| Richmond 250                  |                    |              |
| 1962                          | Rex White          | Chevrolet    |
| 1963                          | Joe Weatherly      | Pontiac      |
| 1964                          | David Pearson      | Dodge        |
| 1965                          | Junior Johnson     | Ford         |
| 1966                          | David Pearson      | Dodge        |
| 1967                          | Richard Petty      | Plymouth     |
| 1968                          | David Pearson      | Ford         |
| Richmond 500                  |                    |              |
| 1969                          | David Pearson      | Ford         |
| 1970                          | James Hylton       | Ford         |
| 1971                          | Richard Petty      | Plymouth     |
| 1972                          | Richard Petty      | Plymouth     |
| 1973                          | Richard Petty      | Dodge        |
| 1974                          | Bobby Allison      | Chevrolet    |
| 1975                          | Richard Petty      | Dodge        |
| Richmond 400                  |                    |              |
| 1976                          | Dave Marcis        | Dodge        |
| 1977                          | Cale Yarborough    | Chevrolet    |
| 1978                          | Benny Parsons      | Chevrolet    |
| 1979                          | Cale Yarborough    | Oldsmobile   |
| 1980                          | Darrell Waltrip    | Chevrolet    |
| 1981                          | Darrell Waltrip    | Buick        |
| 1982                          | Dave Marcis        | Chevrolet    |
| 1983                          | Bobby Allison      | Chevrolet    |
| Miller High Life 400          |                    |              |
| 1984                          | Ricky Rudd         | Ford         |
| 1985                          | Dale Earnhardt     | Chevrolet    |
| 1986                          | Kyle Petty         | Ford         |
| 1987                          | Dale Earnhardt     | Chevrolet    |
| Pontiac Excitement 400        |                    |              |
| 1988                          | Neil Bonnett       | Pontiac      |
| 1989                          | Rusty Wallace      | Pontiac      |
| 1990                          | Mark Martin        | Ford         |
| 1991                          | Dale Earnhardt     | Chevrolet    |
| 1992                          | Bill Elliott       | Ford         |
| 1993                          | Davey Allison      | Ford         |
| 1994                          | Ernie Irvan        | Ford         |
| 1995                          | Terry Labonte      | Chevrolet    |
| 1996                          | Jeff Gordon        | Chevrolet    |
| 1997                          | Rusty Wallace      | Ford         |
| 1998                          | Terry Labonte      | Chevrolet    |
| 1999                          | Dale Jarrett       | Ford         |
| 2000                          | Dale Earnhardt jr. | Chevrolet    |
| 2001                          | Tony Stewart       | Pontiac      |
| 2002                          | Tony Stewart       | Pontiac      |
| 2003                          | Joe Nemechek       | Chevrolet    |
| Chevy American Revolution 400 |                    |              |
| 2004                          | Dale Earnhardt jr. | Chevrolet    |
| 2005                          | Kasey Kahne        | Dodge        |
| Crown Royal 400               |                    |              |
| 2006                          | Dale Earnhardt jr. | Chevrolet    |
| 2007                          | Jimmie Johnson     | Chevrolet    |
| 2008                          | Clint Bowyer       | Chevrolet    |
| 2009                          | Kyle Busch         | Toyota       |
| 2010                          | Kyle Busch         | Toyota       |
| 2011                          | Kyle Busch         | Toyota       |
| Capital City 400              |                    |              |
| 2012                          | Kyle Busch         | Toyota       |
| Toyota Owners 400             |                    |              |
| 2013                          | Kevin Harvick      | Chevrolet    |
| 2014                          | Joey Logano        | Ford         |
| 2015                          | Kurt Busch         | Chevrolet    |
| 2016                          | Carl Edwards       | Toyota       |

Huidige races:
Can-Am Duel ·
Daytona 500 ·
Subway Fresh Fit 500 ·
Kobalt Tools 400 ·
Food City 500 ·
Auto Club 400 ·
STP Gas Booster 500 ·
NRA 500 ·
Aaron's 499 ·
Toyota Owners 400 ·
Bojangles' Southern 500 ·
FedEx 400 ·
Coca-Cola 600 ·
STP 400 ·
Pocono 400 ·
Quicken Loans 400 ·
Toyota/Save Mart 350 ·
Coke Zero 400 ·
Quaker State 400 ·
Camping World RV Sales 301 ·
Brickyard 400 ·
Gobowling.com 400 ·
Cheez-It 355 at The Glen ·
Pure Michigan 400 ·
Irwin Tools Night Race ·
AdvoCare 500 (Atlanta Motor Speedway) ·
Federated Auto Parts 400 ·
Geico 400 ·
Sylvania 300 ·
AAA 400 ·
Hollywood Casino 400 ·
Bank of America 500 ·
Camping World RV Sales 500 ·
Goody's Headache Relief Shot 500 ·
AAA Texas 500 ·
AdvoCare 500 (Phoenix International Raceway) ·
Ford EcoBoost 400

Voormalige races:

Buddy Shuman 276 ·
Budweiser 400 ·
Budweiser NASCAR 400 ·
Columbia 200 ·
Coors 420 ·
First Union 400 ·
Greenville 200 ·
Hickory 276 ·
Kobalt Tools 500 (Atlanta Motor Speedway) ·
Los Angeles Times 500 ·
Mountain Dew Southern 500 ·
Northern 300 ·
Pepsi 420 ·
Pepsi Max 400 ·
Pickens 200 ·
Pop Secret Microwave Popcorn 400 ·
Sandlapper 200 ·
Subway 400 ·
Tyson Holly Farms 400 ·
Winston Western 500